# Symphonie no 1 de Saint-Saëns
Pour les articles homonymes, voir Symphonie no 1.
La Symphonie no 1 en mi bémol majeur, op. 2, est une œuvre pour orchestre composée par Camille Saint-Saëns en 1853.

## Présentation
Saint-Saëns a écrit au total cinq symphonies dont trois portent un numéro : celle-ci, la seconde et sa célèbre troisième, dite « avec orgue ». Outre ces dernières, il a composé à l'âge de quinze ans une symphonie en la majeur, ainsi qu'une vaste en fa majeur (1856) sans numéro d'opus, dénommée Urbs Roma (« ville de Rome »).
Son opus 2 est une œuvre de jeunesse, écrite à l'âge de dix-huit ans.
Elle est créée le 11 décembre 1853, sans que l'auteur en soit dévoilé. Charles Gounod a assisté au concert dirigé par François Seghers (1801-1881) et le musicien reçut les compliments de Gounod dans une courte missive lorsque le véritable auteur de la symphonie a été révélé.

## Structure
Elle est composée, comme la majorité des symphonies, de quatre mouvements et son exécution demande environ une demi-heure.
1. Adagio – Allegro
2. Marche – Scherzo : allegro scherzando
3. Adagio
4. Finale Allegro maestoso

## Enregistrements
- Slovak Radio Symphony Orchestra Bratislava, dir. Ivan Anguélov. CD ARTE NOVA classic 2000
- Orchestre National de l'ORTF, dir. Jean Martinon (intégrale des 5 symphonies). 2 CD Emi 1974-1975
- Wiener Symphoniker, dir. Georges Prêtre (couplé avec la symphonie no 2). CD Erato Musifrance 1991
- Orchestre Symphonique de Vienne, dir. Georges Prêtre (couplé avec la symphonie no 3). CD Erato 2008
- Utah Symphony, dir. Thierry Fisher (intégrale des symphonies). 3 CD Hyperion 2018 2019
- Malmö Symphony Orchestra, dir. Marc Soustrot (couplé avec la symphonie no 2). CD Naxos 2015
- Orchestre philharmonique royal de Liège, dir. Jean-Jacques Kantorow (intégrale des symphonies). 2 SACD Bis 2021. Diapason d’or
- Orchestre National de France, dir. Cristian Măcelaru (intégrale des symphonies). 3 CD Warner classics 2021. 5 Diapasons